# International Fistball Association
De International Fistball Association (IFA) is een internationale sportfederatie voor vuistbal.

## Historiek
De organisatie werd opgericht op 30 januari 1960 te Frankfurt am Main. Het eerste wereldkampioenschap werd georganiseerd in 1968. Sinds 1994 is er een WK voor dames.